# Shōji Kōkami
Shōji Kōkami (鴻上尚史, Kōkami Shōji, né le 2 août 1958) est un dramaturge, scénariste, acteur, metteur en scène et réalisateur japonais.

## Carrière
Né à Niihama dans la  préfecture d'Ehime, Kōkami fréquente l'université Waseda lorsqu'il fonde la compagnie théâtrale Daisanbutai (« Troisième scène »). Devenu « l'une des chevilles ouvrières du mouvement du théâtre de la jeunesse à petite échelle des années 1980 au Japon », il remporte le prix Kunio Kishida en 1995 pour sa pièce Sunafukin no tegami. Bénéficiaire d'une subvention de l'Agence pour les affaires culturelles en 1997, il passe un an à Londres et a depuis donné des pièces telle que Trance sur la scène théâtrale londonienne. La pièce Halcyon Days, qu'il a écrite à propos des sites japonais de suicides sur la toile, a également été représentée en Grande-Bretagne.
Kōkami a également dirigé et joué dans plusieurs films.

## Filmographie sélective

### Comme réalisateur
- 1989 : Juliet Game (ジュリエット・ゲーム, Jurietto geimu?)

### Comme scénariste
- 1989 : Juliet Game (ジュリエット・ゲーム, Jurietto geimu?)